# Санкт-Георген-ам-Вальде
Санкт-Георген-ам-Вальде (нем. Sankt Georgen am Walde) — ярмарочная коммуна (нем. Marktgemeinde) в Австрии, в федеральной земле Верхняя Австрия. 
Входит в состав округа Перг.  Население составляет 2148 человек (на 31 декабря 2005 года). Занимает площадь 54 км². Официальный код  —  41119.

## Политическая ситуация
Бургомистр коммуны — Леопольд Бухбергер (СДПА) по результатам выборов 2003 года.
Совет представителей коммуны (нем. Gemeinderat) состоит из 25 мест.
- СДПА занимает 13 мест.
- АНП занимает 12 мест.